# Wetria australiensis
Wetria australiensis är en törelväxtart som beskrevs av Paul Irwin Forster. Wetria australiensis ingår i släktet Wetria och familjen törelväxter. Inga underarter finns listade i Catalogue of Life.